# Влада (име)
Влада је словенско име, настало од именице влада. То је мушко име у Србији, а женско име у Румунији, Украјини, Молдавији, Бугарској и Русији. Може се односити на:
- Влада Аврамов (рођен 1979), српски фудбалер
- Влада Дивљан (рођен 1958), српски певач
- Влада Јовановић (рођен 1973), српски кошаркашки тренер и бивши играч
- Влада Стошић (рођен 1965), српски фудбалер